# Mur (film)
Pour les articles homonymes, voir Mur (homonymie).
Pour plus de détails, voir Fiche technique et Distribution.
Mur est un documentaire franco-israélien réalisé par Simone Bitton et sorti en 2004.

## Synopsis
Un documentaire qui médite en longeant le mur construit par Israël entourant la Cisjordanie.

## Fiche technique
- Titre : Rachel
- Réalisation : Simone Bitton
- Scénario : Simone Bitton
- Photographie : Jacques Bouquin
- Son : Jean-Claude Brisson
- Montage : Catherine Poitevin et Jean-Michel Perez
- Musique : Gilad Atzmon & The Orient House Ensemble, Rabih Abu-Khalil
- Production : Ciné Sud Promotion - Arna Productions
- Pays :  France -  Palestine -  Israël
- Genre : documentaire
- Durée : 96 minutes
- Date de sortie : France - 20 octobre 2004

## Distinctions

### Sélections
- Festival de Cannes 2004 (sélection de la Quinzaine des réalisateurs)[1]

### Récompenses
- Grand prix de la compétition internationale du FIDMarseille 2004[2]
- Prix du meilleur documentaire au Festival de Jérusalem[3]